# Labasa Football Club
O Labasa Football Club é um clube de futebol fijiano sediado em Labasa, na província de Macuata.
Em 1942, sob a presidência de Harold B. Gibson, membro de longa data do Conselho Legislativo, a Labasa Football Association ingressou no órgão nacional de futebol, então conhecido como Fiji Indian Football Association. Ele teve problemas para se transferir para a ilha principal, Viti Levu, tendo que esperar vários anos antes de poder ingressar na federação.

## Títulos
| HONORÁRIOS | HONORÁRIOS                | HONORÁRIOS | HONORÁRIOS                          |
|            | Competição                | Títulos    | Temporadas                          |
| ---------- | ------------------------- | ---------- | ----------------------------------- |
|            | Tríplice coroa            | 2          | 1992 e 2019                         |
| NACIONAIS  |                           |            |                                     |
|            | Competição                | Títulos    | Temporadas                          |
|            | Campeonato Fijiano        | 2          | 1991 e 2007                         |
|            | Copa das Fiji             | 4          | 1992, 1997, 1999 e 2015             |
|            | Supercopa das Fiji        | 5          | 1992, 2007, 2017, 2019 e 2020       |
|            | Batalha dos Gigantes      | 2          | 1997 e 2019                         |
|            | Campeonato Interdistrital | 6          | 1992, 1994, 2011, 2016, 2019 e 2020 |

### Outras conquistas
- Girmit Cup: 1979